# Silicon Valley (TV-serie)
Silicon Valley är en amerikansk sitcom skapad av Mike Judge, John Altschuler och Dave Krinsky. Handlingen kretsar kring sex unga män som startar ett IT-företag i Silicon Valley. Företaget heter Pied Piper och har en unik kompressionsalgoritm som de vill utveckla. Serien hade premiär 6 april 2014 på HBO. Serien sändes i sex säsonger med sammanlagt 53 avsnitt. Det sista avsnittet i den sjätte säsongen sändes 8 december 2019.

## Översikt
| Säsong | Säsong | Avsnitt | Avsnitt | Originalvisning       | Originalvisning      |
| Säsong | Säsong | Avsnitt | Avsnitt | Första sändningsdatum | Sista sändningsdatum |
| ------ | ------ | ------- | ------- | --------------------- | -------------------- |
|        | 1      | 8       | 8       | 6 april 2014          | 1 juni 2014          |
|        | 2      | 10      | 10      | 12 april 2015         | 14 juni 2015         |
|        | 3      | 10      | 10      | 24 april 2016         | 26 juni 2016         |
|        | 4      | 10      | 10      | 23 april 2017         | 25 juni 2017         |
|        | 5      | 8       | 8       | 25 mars 2018          | 13 maj 2018          |
|        | 6      | 7       | 7       | 27 oktober 2019       | 8 december 2019      |

## Rollista (i urval)
- Thomas Middleditch – Richard Hendriks
- T.J. Miller – Erlich Bachman
- Josh Brener – Nelson "Big Head" Bighetti
- Martin Starr – Bertram Gilfoyle
- Kumail Nanjiani – Dinesh Chugtai
- Christopher Evan Welch – Peter Gregory
- Amanda Crew – Monica
- Zach Woods – Donald "Jared" Dunn
- Matt Ross – Gavin Belson
- Jimmy O. Yang – Jian Yang